# Christian Colson
Christian Colson (Buenos Aires, 15 de setembro de 1968) é um produtor de cinema britânico. Venceu o Oscar de melhor filme na edição de 2009 pela realização de Slumdog Millionaire.

## Filmografia
- The Descent (2005)
- Separate Lies (2005)
- Eden Lake (2008)
- Slumdog Millionaire (2008)
- The Descent Part 2 (2009)
- Centurion (2010)
- 127 Hours (2010)
- Trance (2013)
- Selma (2014)
- Steve Jobs (2015)
- Trainspotting 2 (2017)

## Prêmios e indicações
- Venceu: Oscar de melhor filme - Slumdog Millionaire (2008)
- Indicado: Oscar de melhor filme - Selma (2014)
- Indicado: Oscar de melhor filme - 127 Hours (2009)